# 羅伯特·安德里希
罗伯特·安德里希（德語：Robert Andrich，1994年9月22日—）是一名德国足球运动员，场上司职后腰，目前效力于德甲球队勒沃库森、德国国家足球队。

## 职业生涯

### 俱乐部生涯
安德里希一直为FV Turbine Potsdam效力至2003年。随后他转会到柏林赫塔。在经历了各级别青训队伍的历练后，他从2012/13赛季开始被列入柏林赫塔二队。2012/13赛季，他还在柏林赫塔的德乙比赛中两次坐在替补席上，但没有上场。 2013年3月，他获得了一份2015年6月到期的职业合同，但没有参加职业比赛。 2015年2月，他转会至德丙联赛的德累斯顿迪纳摩。 他签署了一份2017年6月到期的合同。2016年3月19日，2015/16赛季第31轮联赛，他在德累斯顿迪纳摩2-2战平汉莎罗斯托克的比赛中攻入了他在德累斯顿迪纳摩的首个进球。2016年6月，他转会至韦恩威斯巴登。2018年1月，安德里希被宣布将在2018/19赛季合同到期后将转会至海登海姆。2018年12月22日联赛第18轮，他在客场2-1战胜比勒菲尔德的比赛中攻入了他在德乙的首个进球。
2019/20赛季，他转会至德甲升级球队柏林联合，在那里他获得了一份有效期至2022年6月30日的合同。2019年8月18日德甲联赛首轮，他在主场0-4负于莱比锡红牛的比赛中首次亮相。
安德里希在2021/22赛季第二轮前转会至联赛对手拜耳04勒沃库森。在那里，他获得了一份为期五年的合同，直到2026年中旬。2023年5月中旬，安德里奇左跖骨骨折，这意味着他的2022/23赛季提前结束。

### 国家队生涯
2011年至2013年，安德里希总共为德国各级别青年队踢了19场国际比赛。
2023年11月21日，他在维也纳的恩斯特·哈佩尔球场德国0-2负于奥地利的友谊赛中首次代表成年国家队出场。

## 获得成就
- 德甲冠军：2023/2024赛季（拜耳04勒沃库森）[2]
- 德国足协杯冠軍：2023/2024赛季（拜耳04勒沃库森）[3]
- 德丙冠军：2015/2016赛季（德累斯顿迪纳摩)